# Vostok 1
Vostok 1 est le premier vol spatial habité de l'histoire spatiale et la première mission du programme Vostok. Le vaisseau soviétique Vostok 3KA est lancé le 12 avril 1961 depuis le cosmodrome de Baïkonour avec à son bord le cosmonaute Youri Gagarine. Après avoir bouclé une orbite sans rencontrer de problème, le vaisseau effectua une rentrée mouvementée mais atterrit sans encombre dans la région de Saratov.
Vostok 1 traduit à l'époque la supériorité du programme spatial soviétique dirigé par Sergueï Korolev sur le programme américain. En réaction à ce succès exploité par la propagande soviétique, le président Kennedy annonce, le 25 mai 1961, le programme Apollo destiné à poser un équipage sur la Lune, ce qu'il confirme le 12 septembre 1962.
La mission, censée représenter un exploit pour l'URSS, intervient alors que la Guerre froide fait rage entre l'Union soviétique et les États-Unis qui se livrent à un conflit d'ordre idéologique d'ampleur mondial : la conquête spatiale devient alors un terrain de compétition ainsi qu'un enjeu important si ce n'est vital pour les deux puissances. Jusqu'à l'aube de Vostok 1, la course à l'espace est dominée par les soviétiques, battant à plate couture leurs adversaires américains grâce à des succès s'enchaînant depuis 1957 avant le lancement du premier satellite artificiel Spoutnik 1. Pour l'envoi d'un homme dans l'espace, les États-Unis sont de nouveau devancés par les soviétiques. À la suite du vol de Gagarine, ils se presseront pour répéter ce succès. Moins d'un mois après Vostok 1, Alan Shepard accomplit son vol dans le cadre de la mission Mercury-Redstone 3. Ce dernier n'est d'ailleurs qu'un vol suborbital, alors que Gagarine a effectué une orbite.

## Équipage
Membre principal :
- Youri Gagarine

Remplaçant :
- Gherman Titov

## Paramètres de la mission
- Masse : 4 725 kg
- Périgée : 181 km (+/- 1 km)[1]
- Apogée : 327 km (+/- 2 km)
- Inclinaison : 64,95°
- Période : 89,34 minutes
- NSSDC ID : 1961-012A
- Identifiant : Кедр (Kedr - Pin de Sibérie)

## Essais avant la mission

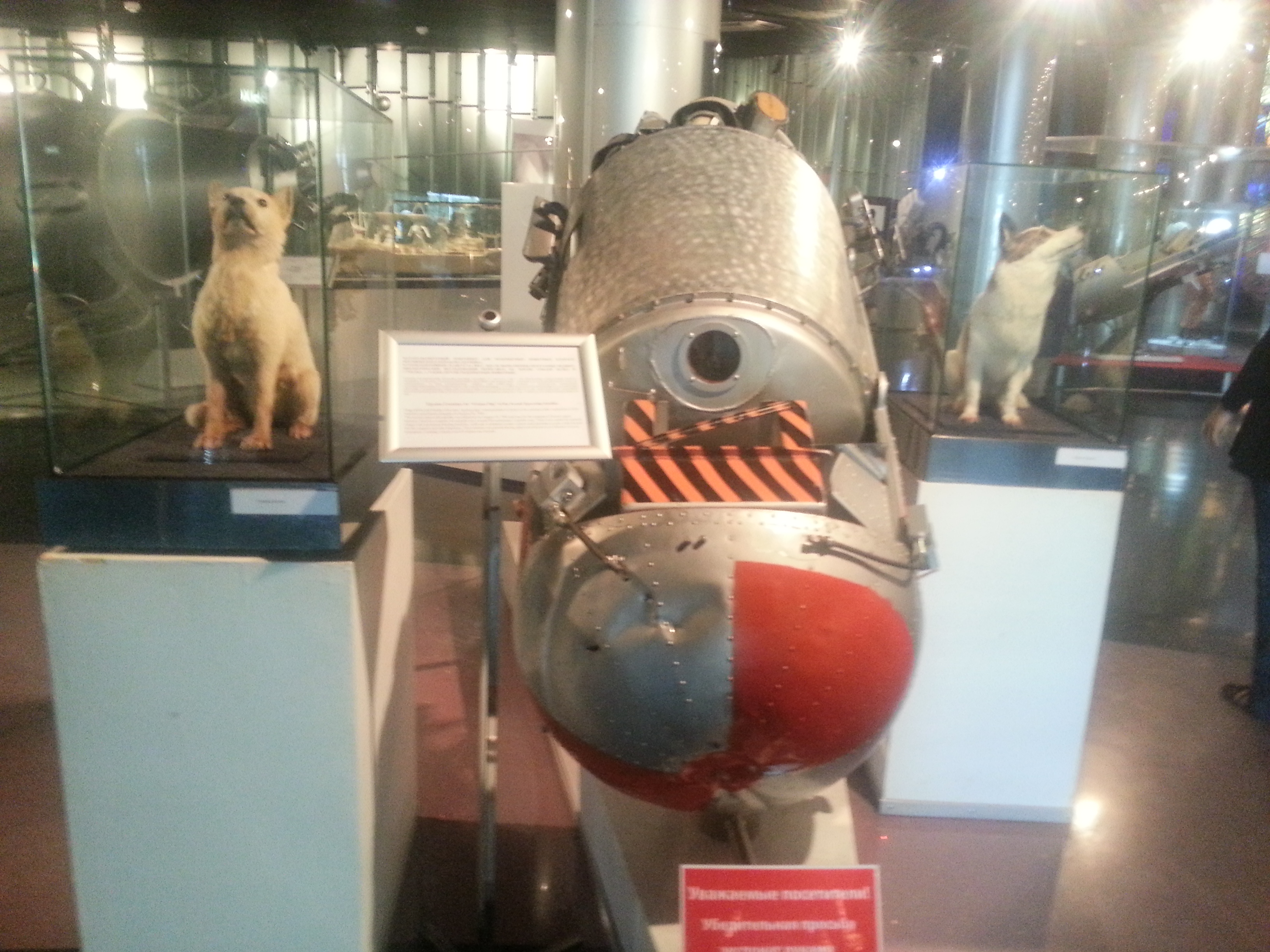
Belka et Strelka (naturalisées), passagères de Spoutnik 5 en 1960. Au centre, le conteneur dans lequel elles effectuèrent le vol.

Avant que Gagarine n'effectue son vol, le vaisseau Vostok a été testé quatre fois dans l'espace sous le nom générique Spoutnik, à chaque fois  avec des animaux à bord. Après l'échec de Spoutnik 4, le 15 mai 1960 (à vide), ces vols s'échelonnèrent pendant un an :
- Spoutnik 5 (19 août 1960) : plusieurs animaux passagers, dont deux chiennes, tous récupérés ;
- Spoutnik 6 (1er décembre 1960) : deux chiens passagers, morts lors de la rentrée dans l'atmosphère ;
- Spoutnik 9 (9 mars 1961) : un mannequin et une chienne passagère, récupérée vivante ;
- Spoutnik 10 (25 mars 1961) : un mannequin et une chienne passagère, récupérée vivante.

## Synthèse de la mission

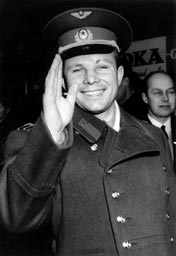
Youri Gagarine, le premier homme dans l'espace.

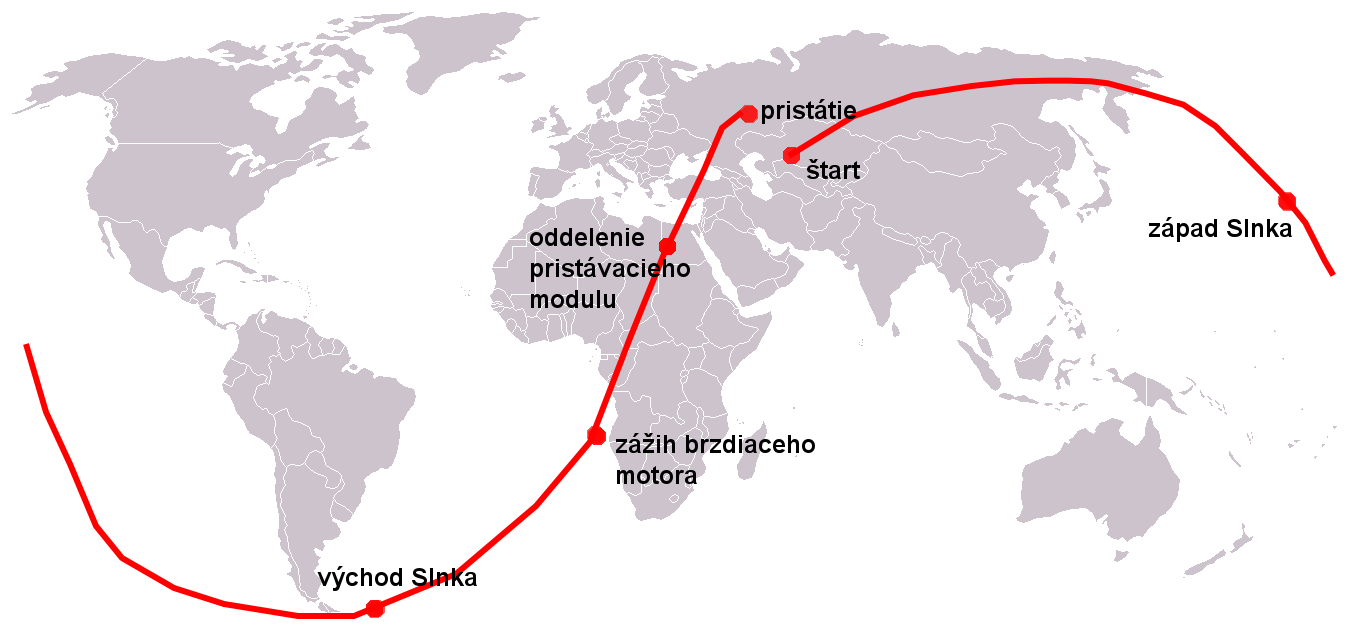
L'orbite de Vostok.

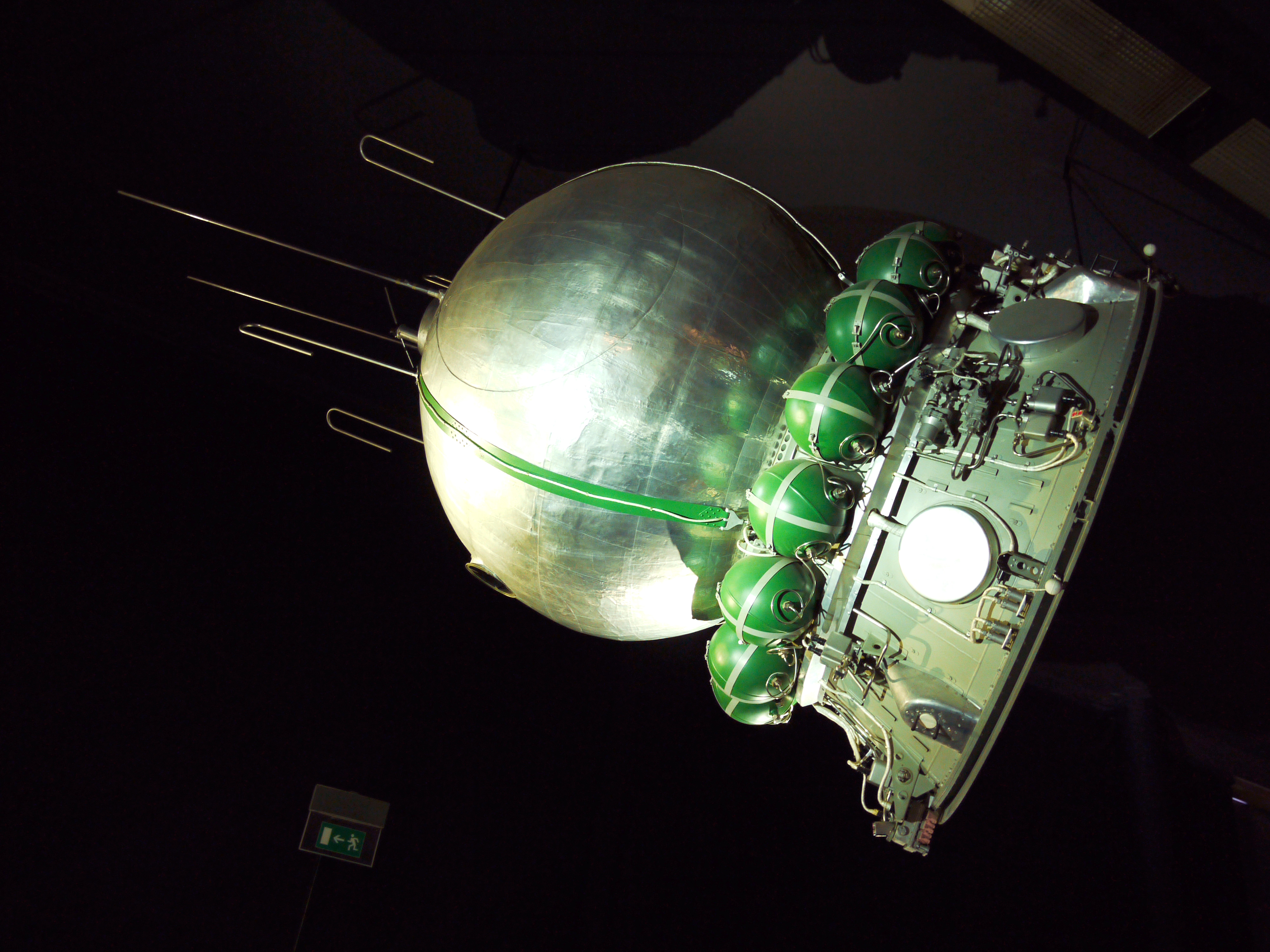
Maquette de Vostok 1.

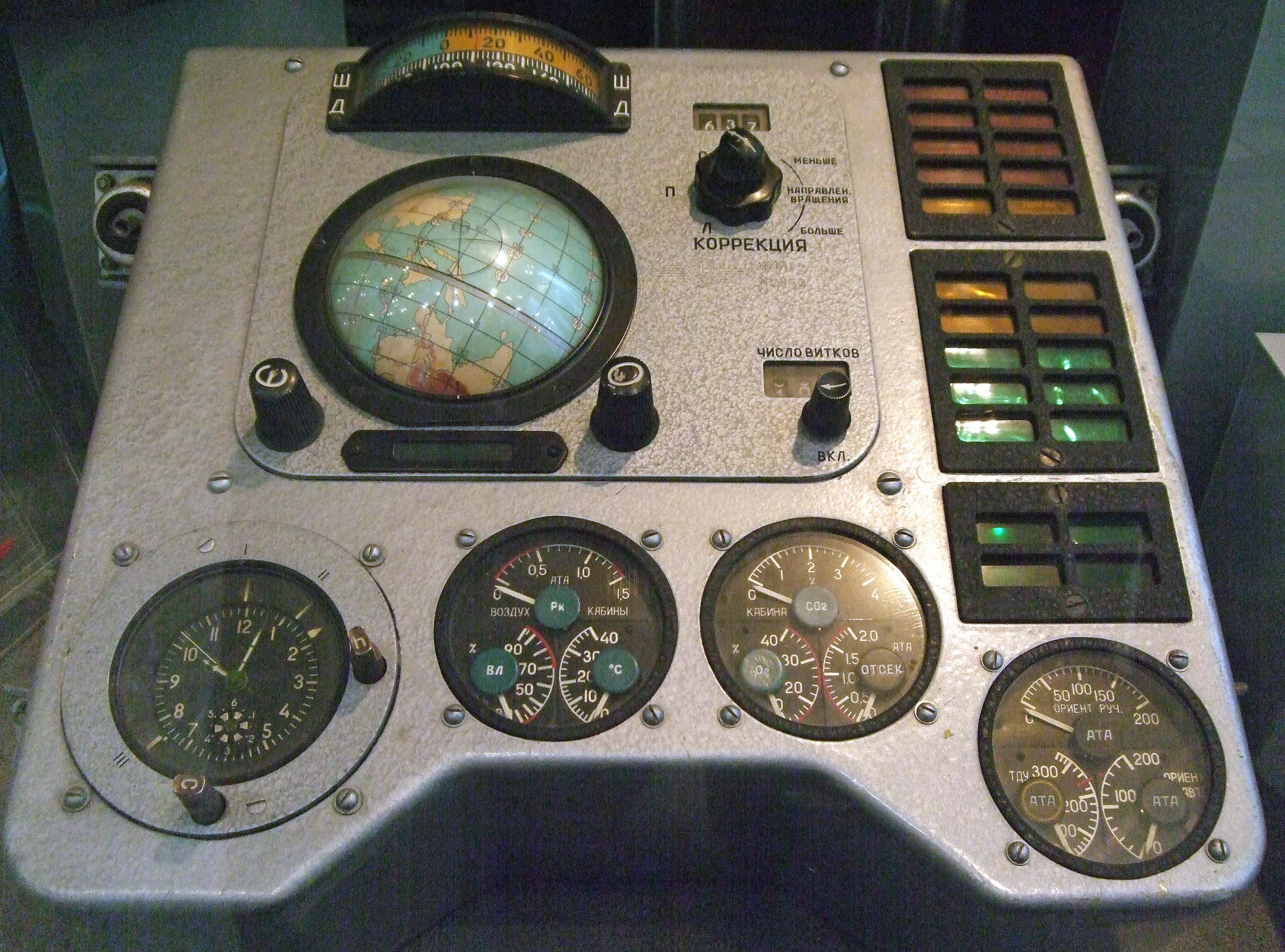
Tableau de bord de Vostok.

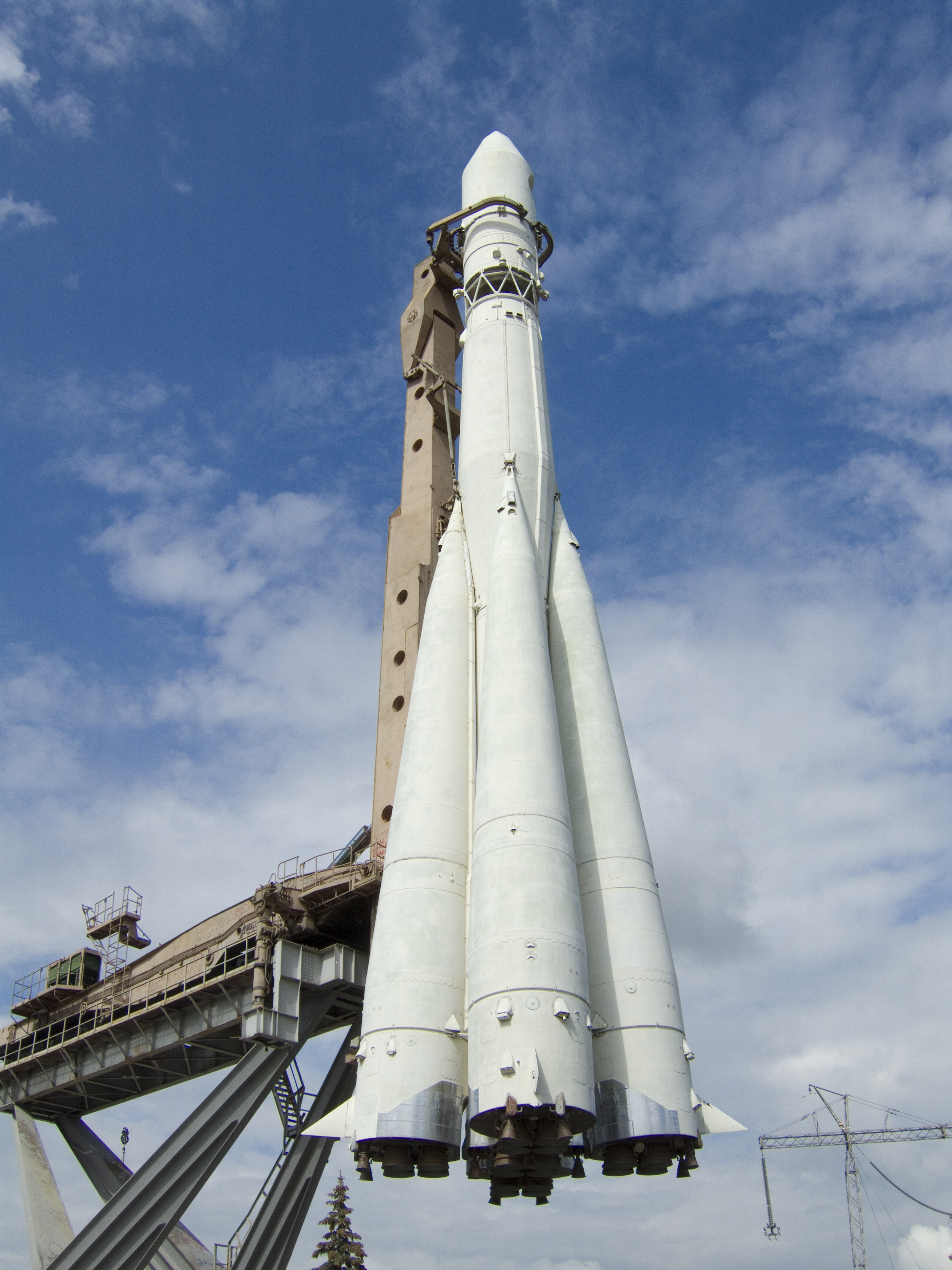
Modèle du lanceur utilisé pour placer en orbite le vaisseau spatial.

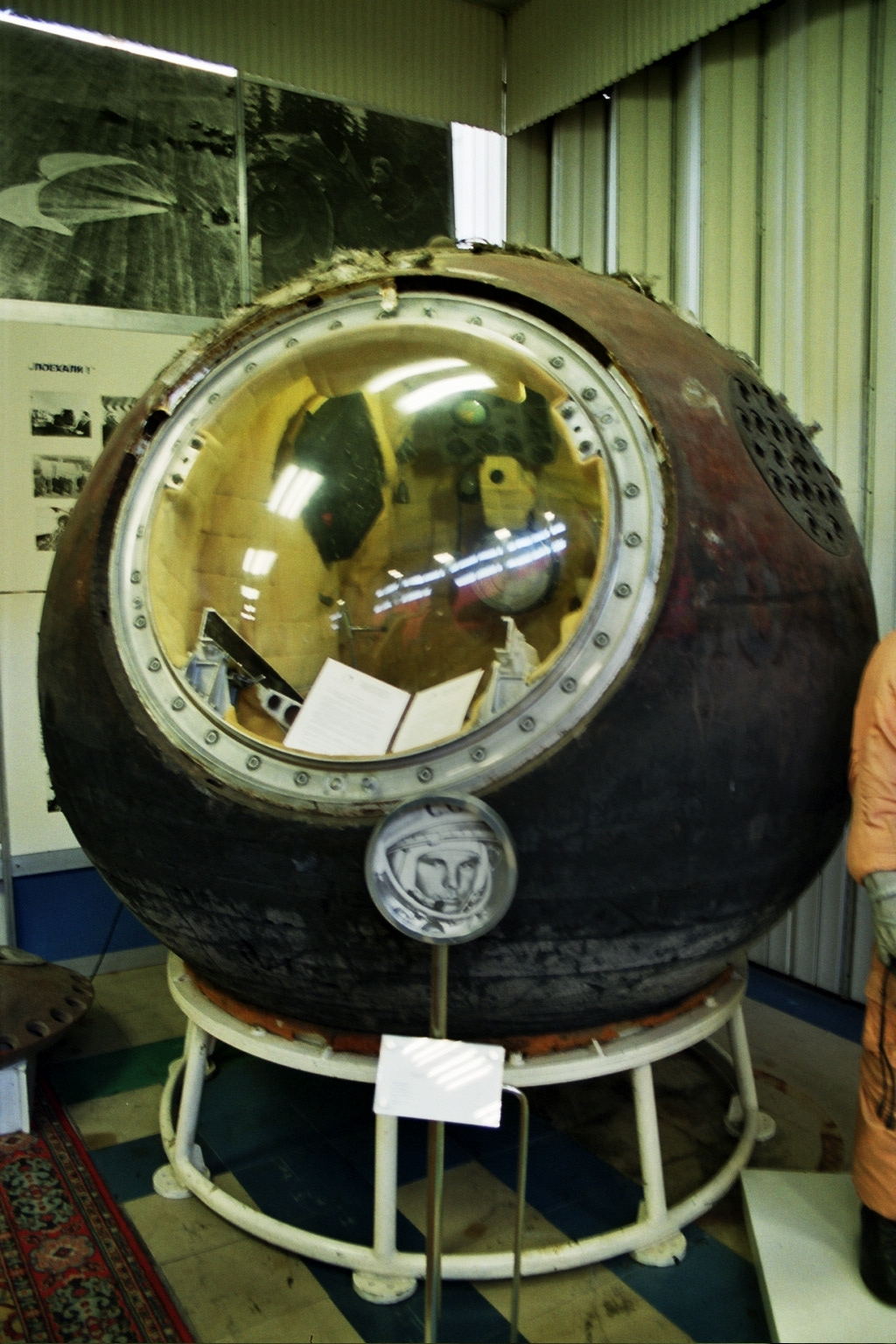
Module de descente de Vostok.

Youri Gagarine a effectué une orbite, en 108 minutes, et est revenu sain et sauf ; il s'est éjecté de la capsule Vostok à 7 km du sol et a atterri avec son parachute. En effet l'atterrissage de la capsule aurait été trop rude pour le cosmonaute.
Les contrôleurs au sol ne surent que l'orbite était stable que 25 minutes après le lancement. Le contrôle de l'attitude de l'engin était géré par un système automatisé. L'équipe médicale et les ingénieurs ne savaient pas comment le corps humain réagirait à l'absence de gravité. Pour cette raison, les contrôles de vol étaient verrouillés pour empêcher Gagarine de prendre un contrôle manuel. Les codes pour déverrouiller les commandes étaient placés dans une enveloppe embarquée, que Gagarine ne devait utiliser qu'en cas d'urgence. Vostok ne pouvait pas changer d'orbite, seulement d'attitude sur son orbite. Durant la majeure partie du vol, l'attitude du vaisseau pouvait fluctuer. Le système automatisé a ramené Vostok 1 dans l'alignement pour le rétrofreinage environ une heure après le décollage.
L'allumage des rétrofusées eut lieu alors que le vaisseau Vostok survolait la côte occidentale de l'Afrique, près de l'Angola, à environ 8 000 km du site d'atterrissage sélectionné ; elles fonctionnèrent durant environ 42 secondes. Pour des raisons de poids, il n'y avait pas de rétrofusées de remplacement. Au cas où les rétrofusées n'auraient pas fonctionné, dix jours de provisions étaient embarqués pour permettre au cosmonaute d'attendre que le vaisseau effectue une rentrée atmosphérique déclenchée par la dégradation progressive de son orbite sous l'effet de la traînée.
Après le freinage le module de service de Vostok (sharik) devait se détacher pour permettre à l'habitacle proprement dit (le module de descente), en forme de sphère, d'effectuer une rentrée atmosphérique dans de bonnes conditions. Les sangles qui solidarisaient les deux modules ne se coupèrent pas comme prévu. Le vaisseau subit durant dix minutes des girations désordonnées avant que les sangles ne se consument et permettent au module de descente de se détacher et de prendre une orientation correcte.
La FAI décida en 1961 qu'un pilote devait atterrir avec sa capsule pour que le vol soit retenu comme vol spatial officiel par la Fédération. L'Union soviétique soutint que Gagarine avait atterri avec le Vostok, et la Fédération valida le vol. Dix années plus tard, il est révélé que Gagarine s'était éjecté et avait atterri séparément du module Vostok, En raison de cette particularité technique, les Russes craignaient que les records de durée, d'altitude et de masse au décollage du vol spatial orbital ne soient pas reconnus par la FAI, l'organisme mondial de normalisation et d'enregistrement dans ce domaine. Selon les anciennes définitions de la FAI, la mission aurait été considérée comme un vol spatial "incomplet",. Le record de vol spatial a été certifié et réaffirmé par la FAI, qui a modifié ses règles et reconnu que les étapes critiques du lancement en toute sécurité, de la mise en orbite et du retour du pilote avaient été franchies. Gagarine est donc internationalement reconnu comme le premier homme dans l'espace et comme la première personne en orbite autour de la Terre.
Lorsque les officiels soviétiques remplirent les formulaires de la FAI pour enregistrer le vol de Vostok 1, ils affirmèrent que le site de lancement était Baïkonour à 47° 22′ 00″ N, 65° 29′ 00″ E. En réalité, le site de lancement était près de Tiouratam à 45° 55′ 00″ N, 63° 20′ 00″ E, à 250 km au sud-ouest de Baïkonour. Ils mentirent pour garder secret l'emplacement du centre spatial. En 1995, les autorités russes et kazakhs ont renommé Tiouratam en Baïkonour.
La capsule de rentrée est désormais exposée au Musée RKK Energia à Korolev.

## Déroulement de la mission
- Mercredi 12 avril 1961. Quelques instants avant le décollage, Youri Gagarine a enregistré cette déclaration : « Chers amis, connus et inconnus pour moi, mes chers compatriotes et toutes les personnes du monde ! Dans quelques instants, une puissante fusée soviétique va propulser mon vaisseau dans l'étendue de l'espace. Ce que je veux vous dire est cela. Toute ma vie est désormais devant moi comme une simple inspiration. Je sens que je peux accroître ma force pour faire avec succès ce que l'on attend de moi. »
- Début du compte à rebours. Gagarine est dans le vaisseau Vostok 1 sur le pas de tir. Son image télévisée filmée par la caméra embarquée apparaît sur les écrans télé dans la salle de contrôle. Sergueï Korolev dit dans un microphone : « 'Aube' appelle 'Cèdre' (l'identifiant de Gagarine). Le compte à rebours va débuter ». Gagarine répondit : « Reçu. Je me sens bien, excellent état d'esprit, prêt à y aller. »
- 6 h 7 TU. Le décollage a lieu depuis le cosmodrome de Baïkonour (Tiouratam 45° 55′ 00″ N, 63° 20′ 00″ E) dans la République soviétique du Kazakhstan. À la mise à feu et au décollage, Sergueï Korolev dit dans la radio : « Étape préliminaire… intermédiaire… principale… décollage ! Nous vous souhaitons un bon vol. Tout va bien. » Gagarine répondit : « Poyekhali ! (On est parti !) »
- 6 h 9 TU. Après deux minutes de vol les quatre propulseurs latéraux de la fusée Vostok ont consommé la totalité de leurs ergols ; ils s'éteignent et se détachent (T+ 119 s).
- 6 h 10 TU. La coiffe couvrant Vostok 1 est larguée ce qui démasque le hublot situé au niveau des pieds de Gagarine et permet l'utilisation de l'appareillage d'orientation optique Vzor (T+ 156 s) .
- 6 h 12 TU. Après cinq minutes de vol l'étage principal de la fusée Vostok a consommé la totalité de ses ergols, elle s'éteint et se détache du vaisseau Vostok et du dernier étage. Celui-ci est mis à feu pour poursuivre la mise en orbite (T+ 300 s).
- 6 h 13 TU. La fusée fonctionne toujours, propulsant Vostok 1 vers l'orbite. Gagarine déclare : « […] le vol se déroule bien. Je peux voir la Terre. La visibilité est bonne. […] Je peux presque tout voir. Il y a une certaine épaisseur d'espace sous la couverture de cumulus. Je poursuis le vol, tout va bien. »
- 6 h 14 TU. La fusée fonctionne toujours, commençant à passer au-dessus de la Russie centrale. Gagarine déclare : « Tout fonctionne très bien. Tous les systèmes sont opérationnels. Continuons ! »
- 6 h 15 TU Trois minutes après la mise à feu du dernier étage Gagarine annonce : « Zarya-1, Zarya-1 (la station au sol de Baïkonour), je ne vous entends pas très bien. Je me sens bien. J'ai le moral. Je poursuis le vol […] ». Vostok 1 s'éloigne toujours plus du cosmodrome de Baïkonour et est en train de sortir de la portée radio de cette station.
- 6 h 17 TU. Le dernier étage de la fusée Vostok s'éteint, dix secondes après le vaisseau se sépare et Vostok 1 atteint son orbite (T+ 676 s). Gagarine déclare : « Le vaisseau fonctionne correctement. Je peux voir la Terre par le viseur du Vzor. Tout se déroule comme prévu ». Vostok 1 passe au-dessus de la Russie d'Europe et commence à survoler la Sibérie.
- 6 h 21 TU. Vostok 1 passe au-dessus du Kamtchatka et du Pacifique nord. Gagarine annonce à la radio : « […] les voyants sont au vert sur le moniteur du mode de descente. Je me sens bien, et j'ai le moral. Les paramètres à l'intérieur du module sont les suivants : pression 1 ; humidité 65 ; température 20 ; pression dans le compartiment 1 ; premier automatique 155 ; second automatique 155 ; pression dans le système de rétrofusées 320 atmosphères […] »
- 6 h 25 TU. Alors que Vostok 1 entame la diagonale traversant le Pacifique qui va le mener du Kamtchatka à la pointe sud de l'Amérique du Sud, Gagarine demande : « Que pouvez-vous me dire à propos du vol ? Que pouvez-vous me dire ? ». Il demande des informations à propos de ses paramètres orbitaux. La station de contrôle de Khabarovsk répond : « Il n'y a pas d'instructions de No 20 (Serguei Korolev), et le vol se déroule normalement ». Ils disent à Gagarine qu'ils n'ont pas encore ses paramètres orbitaux, mais les systèmes du vaisseau spatial fonctionnent correctement.
- 6 h 31 TU. Gagarine transmet à la station de Khabarovsk : « Je me sens en pleine forme, très bien, très bien, très bien. Donnez-moi des résultats du vol ! ». Vostok 1 est près de l'horizon radio VHF de Khabarovsk et ils répondent : « Répétez. Je ne vous entends pas bien. ». Gagarine transmet encore : « Je me sens très bien. Donnez-moi vos données sur le vol ! » Vostok 1 sort du rayon VHF de la station de Khabarovsk et le contact est perdu.
- 6 h 37 TU. Vostok 1 poursuit son voyage alors que le soleil se couche sur le Pacifique nord. Gagarine passe dans la nuit, au nord-ouest de l'archipel hawaïen. En dehors du rayon VHF des stations au sol, les communications doivent avoir lieu avec la radio HF.
- 6 h 46 TU. Khabarovsk envoie le message « KK » en morse sur la radio HF de Vostok 1. Ce message signifie « Indiquez le monitoring des commandes ». Ils demandaient à Gagarine de confirmer que le système de descente automatique du vaisseau avait bien reçu les instructions envoyées depuis la station au sol. Gagarine répondit à 6 h 48 TU.
- 6 h 48 TU. Vostok 1 passe l'équateur à environ 170° Ouest, voyageant vers le sud-est et commence à traverser le Pacifique sud. Gagarine transmet par radio HF : « Je transmets le rapport normal : 9 heures 48 minutes (heure de Moscou), le vol se déroule avec succès. Le Spusk-1 fonctionne normalement. L'index mobile du moniteur de descente se déplace. La pression dans le cockpit est de 1 ; humidité 65 ; température 20 ; pression dans le compartiment 1,2 […] Manuel 150 ; premier automatique 155 ; second automatique 155 ; réservoir des rétrofusées 320 atmosphères. Je me sens bien […] »
- 6 h 49 TU. Gagarine indique qu'il est passé sur la face nocturne de la Terre.
- 6 h 51 TU. Gagarine indique que le système de contrôle de l'orientation utilisant un senseur solaire a été activé. Ce dernier est utilisé pour orienter correctement Vostok 1 avant d'effectuer le rétrofreinage. Le système de contrôle de l'orientation s'appuie sur deux systèmes redondants : un système automatique reposant sur un senseur solaire et un système de visée manuelle. Chaque système pouvait utiliser pour modifier l'orientation du vaisseau l'une des deux grappes de moteurs-fusées redondantes consommant de l'azote liquide et qui dispose de 10 kg de gaz par ensemble.
- 6 h 53 TU. La station de Khabarovsk envoie à Gagarine ce message par radio HF : « Par ordre de No 33 (général Nikolai Kamanine) les transmetteurs ont été activés, et nous transmettons ceci : le vol se déroule comme prévu et l'orbite est comme calculée. » Ils disent à Gagarine que Vostok 1 est sur une orbite stable. Il confirme le message.
- 6 h 57 TU. Vostok 1 est au-dessus du Pacifique sud entre la Nouvelle-Zélande et le Chili quand Gagarine envoie ce message : « […] Je continue le vol, et je suis au-dessus de l'Amérique. J'ai transmis le signal télégraphique 'Activé'. »
- 7 h TU. Vostok 1 passe le détroit de Magellan à la pointe sud de l'Amérique du Sud. Les informations de la mission Vostok 1 sont retransmises sur Radio Moscou.
- 7 h 4 TU. Gagarine envoie le message de statut du vaisseau, identique à celui émis à 6 h 48. Le message n'est pas reçu par les stations au sol.
- 7 h 9 TU. Gagarine envoie le message de statut du vaisseau, le message n'est pas reçu par les stations au sol.
- 7 h 10 TU. Passage au-dessus de l'Atlantique sud, le soleil se lève et Vostok 1 est à nouveau dans la lumière du jour. Vostok 1 est à 15 minutes de la manœuvre de freinage.
- 7 h 13 TU. Gagarine envoie le message de statut du vaisseau, identique à celui émis à 6 h 48. Moscou reçoit ce message partiel de Gagarine : « Bien reçu. Le vol se […] »
- 7 h 18 TU. Gagarine envoie le message de statut du vaisseau, le message n'est pas reçu par les stations au sol.
- 7 h 23 TU. Gagarine envoie le message de statut du vaisseau, le message n'est pas reçu par les stations au sol.
- 7 h 25 TU Vostok 1 est à l'attitude de freinage. Les rétrofusées sont actionnées pendant environ 42 secondes comme le vaisseau est proche de l'Angola sur la côte ouest de l'Afrique. La manœuvre se déroule environ à 8 000 km du point d'atterrissage prévu en Russie.
- De 7 h 25 à 7 h 35 TU. Dix secondes après la fin du freinage, les commandes sont envoyées pour déclencher la séparation du module de service et du module de descente. Certaines sangles ne se détachent pas et les deux modules du vaisseau restent attachés pendant 10 autres minutes. Vostok 1 passe la côte ouest de l'Afrique et continue à travers l'Afrique centrale vers l'Égypte.
- 7 h 35 TU. Les deux modules du vaisseau spatial entament la rentrée et sont pris de mouvements giratoires anarchiques alors que Vostok 1 s'approche de l'Égypte. Finalement, les sangles brûlent et libèrent le module de rentrée, qui prend automatiquement une orientation correcte.
- De 7 h 35 à 7 h 55 TU. La rentrée se poursuit au-dessus de l'Égypte et de la Méditerranée, près de la côte ouest de Chypre et de la Turquie centrale. Finalement, au-dessus de la Mer Noire, Vostok 1 continue à ralentir. Vostok 1 revient en Union soviétique sur la côte de la Mer Noire près de Krasnodar. Gagarine subit une décélération de 8 g durant la rentrée.
- 7 h 55 TU. Vostok 1 est toujours à 7 km du sol. La trappe est ouverte, et deux secondes plus tard Gagarine s'éjecte de Vostok. À 2,5 km d'altitude, le parachute principal est déployé. Le vaisseau et lui atterrissent en parachute à 26 km au sud-ouest d'Engels, dans la région de Saratov au sud-ouest de la Russie d'Europe par 51° N 46° E. Le Vostok 1 a atterri à 7 h 55 TU soit 1 heure et 48 minutes après le décollage. L'ouverture du parachute de Gagarine est déclenchée à une altitude plus élevée que celui du vaisseau (7 km contre 2,5 km) et il atterrit un peu plus tard vers 8 h 5 TU. Deux écolières ont assisté à l'atterrissage de Vostok et ont décrit la scène : « C'était une grande boule d'environ deux-trois mètres. Elle est tombée, puis elle a rebondi et est encore retombée. Il y avait un trou énorme là où elle a rebondi la première fois. » Un fermier et sa fille ont observé ce personnage vêtu d'une combinaison orange brillant avec un grand casque blanc atterrissant en parachute près du vaisseau. On rapporte que Gagarine aurait déclaré : « Lorsqu'ils m'ont vu dans ma combinaison spatiale traînant mon parachute en marchant, ils ont commencé à s'enfuir, effrayés. Je leur ai dit, n'ayez pas peur, je suis un Soviétique comme vous, qui revient de l'espace et qui doit trouver un téléphone pour appeler Moscou ! »